# Tomislav Domazet-Lošo
Tomislav Domazet-Lošo (Split, 1974.) hrvatski je genetičar. Predmet interesa mu je evolucijska genetika, evolucijska razvojna biologija, makroevolucija i evolucija tumora. Zaposlen je na Institutu Ruđer Bošković kao viši znanstveni suradnik.

## Životopis
Tomislav Domazet-Lošo, sin hrvatskog admirala Davora Domazeta-Loše, rođen je u Splitu 1974. godine. 
Godine 1997. diplomirao je biologiju na Prirodoslovno-matematičkom fakultetu u Zagrebu, a 2003. doktorirao je genetiku na Institutu za genetiku Sveučilišta u Kölnu. Godine 2007. otkrio je metodu genomske filostratigrafije koja kaže da svaki danas živući organizam u svom genomu nosi zapis o svom evolucijskom putu. Otuda je moguće iščitati evolucijsku povijest vrste. U svom predavanju 17. rujna 2007. u Dvorani Matice hrvatske Domazet-Lošo predstavio je prve ikad napravljene filostratigrafijske mape. Do tog otkrića jedini izravan pristup istraživanju evolucijske povijesti je bilo izučavanje i uspoređivanje fosilnih ostataka otkrivenih na lokalitetima diljem svijeta. Kako je unaprijed nemoguće predvidjeti gdje će se pojedini fosili naći, evolucijska istraživanja umnogome ovise o sreći u otkrivanju dobrih paleontoloških nalazišta. Teorija genomske filostratigrafije riješila je taj problem.  
Domazet-Lošo i njegovi suradnici pokazali su da dijelovi organizma izloženiji okolišu češće doživljavaju evolucijske promjene. Potom, uspjeli su rasvijetliti i slijed nastanka tzv. zametnih listića, pratkiva koja nastaju u tek začetom organizmu prvih dana razvoja i iz kojih se tijekom daljnjeg razvoja razvijaju sva ostala tkiva. Na posljetku, otkrili su mogući genetički uzrok tzv. Kambrijske eksplozije, događaja koji je zaintrigirao još i Charlesa Darwina, kada su prije oko 540 milijuna godina u geološki kratkom razdoblju neobjašnjivo naglo nastali gotovo svi danas postojeći životinjski oblici. Metoda, pak, ne može vidjeti relativno sitne događaje poput razdvajanja čovjeka i čimpanze. Široj znanstvenoj javnosti rad dr. Tomislava Domazeta-Loše i suradnika premijerno je predstavljen u Splitu na 5. svjetskoj konferenciji forenzičke genetike i molekularne antropologije.
Domazetov je rad snažan dokaz teorije evolucije, iako je pretpostavka da se u embrionalnom razvoju životinja zrcali cjelokupna evolucijska povijest vrste stara 200 godina, no dosad nije bila znanstveno potvrđena. Novost je u otkriću metodologije, genomske filostratigrafije, koja se temelji na statistici i kojom je moguće mjeriti ukupnu evolucijsku starost aktivnih gena tijekom svake faze embrionalnog razvitka. Metoda genomske filostratifrafije odlična je za rekonstrukciju daleke evolucijske prošlosti, primjerice prije petsto milijuna ili milijardu godina, koja se prije mogla proučavati isključivo uz pomoć fosila. Lošina metoda eksperimentalno je dokazana prije tri godine, a istraživanja su rađena na ribi zebrici. Uz pomoć genomske filostratigrafije dokazano je da otprilike u sredini embrionalnog razvoja postoji razdoblje kad su svi kralješnjaci morfološki slični. U toj su fazi, koja se naziva filotopskom, razlike u izgledu embrija riba, gmazova i sisavaca gotovo neznatne.
Genomska filostratigrafija otvara nova poglavlja u istraživanjima teško razlučivih problema u biologiji i medicini, a osobito bi se važna mogla pokazati u razumijevanju genetike tumora. Domazet-Lošo i njegov tim, također prvi put, pokazali su u istraživanjima na hidri da i jednostavni organizmi mogu imati tumore, a iz toga slijedi da je mogućnost razvoja tumora zapravo imanentno svojstvo višestaničnosti. Korisnost toga podatka za medicinu golema je, a razmjeri nepredvidljivi.

## Nagrade
- 2011. Državna nagrada za znanost Republike Hrvatske u području prirodnih znanosti

## Vanjske poveznice
- Tomislav Domazet-Lošo na stranici Instituta Ruđer Bošković  Arhivirana inačica izvorne stranice od 22. veljače 2014. (Wayback Machine)